# Piedra Virgen
Piedra Virgen är en ort i Mexiko.   Den ligger i kommunen San Agustín Loxicha och delstaten Oaxaca, i den sydöstra delen av landet, 500 km sydost om huvudstaden Mexico City. Piedra Virgen ligger 784 meter över havet och antalet invånare är 629.
Terrängen runt Piedra Virgen är kuperad åt sydväst, men åt nordost är den bergig. Runt Piedra Virgen är det ganska glesbefolkat, med 40 invånare per kvadratkilometer. Närmaste större samhälle är San Agustín Loxicha, 9,1 km nordost om Piedra Virgen. Omgivningarna runt Piedra Virgen är en mosaik av jordbruksmark och naturlig växtlighet.